# Журжа (новоизобретённый корабль)
«Журжа» — парусный новоизобретённый корабль Азовской флотилии, а затем Черноморского флота Российской империи, участник русско-турецкой войны 1768—1774 годов. 

## Описание судна
Представитель серии новоизобретенных кораблей типа «Азов». Всего в рамках проекта было построено семь двухмачтовых так называемых новоизобретённых кораблей второго рода. Водоизмещение корабля составляло 173 ласт, длина — 31,4—31,5 метра, ширина — 8,5—8,6 метра, а осадка — 2,6 метра. Первоначальное вооружение судна составляли шестнадцать орудий, включавшие по сведениям из различных источников четырнадцать 12- или 14-фунтовых пушек и две 1-пудовые гаубицы, однако при последующей тимберовке вооружение корабля было усилено четырьмя 3-фунтовыми фальконетами, четырьмя 12-фунтовыми и десятью 6-фунтовыми пушками. Экипаж судна состоял из 128 человек. Из-за уменьшенной осадки, предназначавшейся для обеспечения возможности преодоления мелководного бара Дона и перехода в Азовское море, как и все новоизобретённые корабли обладал посредственными мореходными качествами и остойчивостью.
Корабль был назван в честь румынского города в котором 19 (30) мая 1772 года было подписано перемирие между Россией и Турцией.

## Предпосылки постройки
18 (29) ноября 1768 года правительством Российской империи было принято решение использовать старые «петровские» верфи для строительства кораблей, способных вести боевые действия в Азовском море, реке Дон и её притоках. Корабли были названы «новоизобретёнными», поскольку ни конструкцией, ни размерами не соответствовали строившимся до этого линейным кораблям. Для обеспечения возможности преодоления мелководного бара Дона было принято решение строить корабли с минимально возможной осадкой, однако это не лучшим образом сказалось на мореходных качествах этих судов. Несмотря на большое количество недостатков в конструкции новоизобрётенных кораблей, они продержались в составе флота порядка 15 лет.

## История службы
Корабль «Журжа» был заложен на Новопавловской верфи в сентябре 1769 года и после спуска на воду 24 апреля (5 мая) 1770 года вошёл в состав Азовской флотилии России. Строительство вёл кораблестроитель в звании корабельного мастера И. И. Афанасьев.
Летом 1770 года совершил переход с верфи в Таганрог, куда прибыл 13 (24) июля.
Принимал участие в русско-турецкой войне 1768—1774 годов. В кампанию 1771 года входил в состав эскадры вице-адмирала А. Н. Сенявина, которая 17 (28) мая покинула Таганрог и вышла в крейсерское плавание в Азовское море. 21 июня (2 июля) эскадра пошла на сближение с неприятельским флотом, обнаруженным в Керченском проливе, однако турецкие корабли уклонились от боя и ушли. В мае следующего 1772 года в составе отряда капитана 1-го ранга Я. Ф. Сухотина совершил переход из Таганрога в Еникале, после чего ушёл в крейсерское плавание в Чёрное море к крымским берегам, длившееся до октября того же года. В том же году использовался для доставки казённого провианта в Козлов, Перекоп, Очаков и Балаклаву.
В кампанию 1773 года использовался для перевозки провианта из Керчи к кубанским берегам, затем вошёл в состав отряда капитана 2-го ранга Яна Кинсбергена, который 17 (28) августа вышел из Керчи в крейсерское плавание к берегам Тамани, а 23 августа (3 сентября) был атакован в районе Суджук-кале превосходящими силами противника, которые однако после двухчасового боя были вынуждены отступить под защиту батарей крепости. 5 (16) сентября также у Суджук-кале, однако уже в составе эскадры вице-адмирала А. Н. Сенявина, принимал участие в атаке на турецкую эскадру, которая не приняв боя ушла в южном направлении. 
В кампанию 1774 года с апреля по июль в составе отряда кораблей вновь находился в крейсерском плавании у берегов Тамани, а 28 июня (9 июля) находился в составе эскадры вице-адмирала А. Н. Сенявина, которая отражала попытку прорыва в Керченский пролив турецкого флота.
В 1775 году доставил турецких пленных между Таганрогом и Синопом, после чего перевозил казённый провиант между Керчью и Таганрогом. В следующем 1776 году находился в порту Таганрога и на таганрогском рейде.
В 1777 и 1778 годах выходил в плавания в Азовское и Чёрное моря в составе отрядов, в том числе в крейсерство к берегам Крыма. В 1779 году находился на тимберовке в Таганроге, во время которой на него было установлено дополнительное вооружение, после чего выходил в крейсерское плавание в Чёрное море. В 1782 году вновь выходил в плавания в Азовское море и в крейсерское плавание к крымским берегам.
В мае 1783 года корабль был зачислен в состав Черноморского флота, в том же и следующем 1784 году нёс брандвахтенную службу в Керченском проливе.
Новоизобретённый корабль «Журжа» был разобран после 1784 года.

## Командиры корабля
Командирами новоизобретённого корабля «Журжа» в разное время служили:
- капитан-лейтенант С. А. Токмачев (1771—1775 годы)[17];
- капитан-лейтенант П. Д. Хвостов (1776 год)[18];
- лейтенант Н. Никонов (1776 год)[19];
- капитан-лейтенант Я. И. Лавров (1777 год)[20];
- лейтенант князь Н. А. Вяземский (1778—1779 годы)[21];
- капитан-лейтенант Н. П. Кумани (1782—1784 годы)[22].

### Комментарии
1. ↑  В серию также входили новоизобретённые корабли «Азов», «Модон», «Таганрог», «Морея», «Новопавловск» и «Корон».
2. ↑  103 фута.
3. ↑  28 футов.
4. ↑  8,5 фута
5. ↑  В некоторых источниках в качестве кораблестроителя ошибочно указывается его сын — С. И. Афанасьев.